# Vengeance of the Dead
Vengeance of the Dead è un film muto del 1917 interpretato e diretto da Henry King.

## Trama
La spia Michael Tcheoff coinvolge la ballerina Lilas Velso nei suoi piani per rubare i progetti di un sottomarino. La donna, che gli deve molto perché l'uomo l'ha aiutata a fuggire dalla Russia insieme alla sua bambina dopo che lei aveva ucciso il marito, un ubriacone brutale, promette di seguire le istruzioni di Tcheoff. A un ballo, dove è intervenuta insieme a Royston, il progettista del sottomarino, finge di sentirsi poco bene e si fa accompagnare a casa da Salwin, il cugino di Royston ed agente del servizio segreto (al film, a questo punto, manca quasi un'intera bobina). Lilas, in punto di morte, racconta a Royston la sua storia. L'ingegnere, allora, decide di tenere con sé Mignon, la figlia di Lilas, che diventerà la sua pupilla. Ma poi, l'uomo si accorge di essersi innamorato della ragazza e la chiede in moglie. Tcheoff, ormai vecchio e malato, è comunque deciso a vendicarsi di Royston e incrina il matrimonio tra lui e Mignon, insinuando il sospetto che la moglie possa averlo tradito. Dopo il divorzio, Royston riceve un plico dal Tcheoff: la spia, ormai morta, gli ha mandato quel messaggio dove confessa di aver voluto vendicare in quel modo la morte di Lilas. Royston cerca allora la moglie, scoprendo che, nel frattempo, ha dato alla luce un bambino. Quando lo rivede, Mignon non riesce a perdonarlo per aver dubitato di lei. Ma poi, i due sposi si riconciliano, tornando insieme.

## Produzione
Il film fu prodotto dalla Balboa Amusement Producing Company.

## Distribuzione
Distribuito dalla General Film Company, il film uscì nelle sale cinematografiche statunitensi nell'aprile 1917.